# よみきりものの…
『よみきりものの…』は、竹本泉の漫画作品。『コミックビーム』2006年3月号から2009年11月号まで連載された。

## 概要
作者の前作『よみきり♥もの』同様、1話ごとに独立した短編作品による連載である。ただし『よみきり♥もの』が、各話とも総て原則的に「学園ラブコメ」であったのに対し本作にはそうした縛りはなく、SF、ファンタジー、また前作同様の学園物も含め、様々なジャンルが混在する、「ちょっと不思議なかわいい女の子が活躍する、内容的にはなんでもありな」読み切り連載となった。
なお、設定のしばりがなくなった代わりに本作では、直前の話に登場したキーワードが、次の話に何らかの形で登場することで、作品に繋がりを持たせている。例えば第1話と第2話は物語の舞台が同じ場所であり、第2話に「変な話」の小説を好んで読む人物が登場すると、第3話では「変な話」を書く小説家が描かれる、というような具合である。
本作では、前作『よみきり♥もの』、またこの連載中で描かれた話の続編も数多く描かれている。特に2巻収録分については、全話が『よみきり♥もの』1巻に収録された話の続編である。またこの一連の続編が描かれている間（2006年9月号～2007年3月号）は、連載タイトルも「よみきり♥もの2」と表記されていた。
また『よみきり♥もの』『よみきりものの…』中の作品の他にも、『アップルパラダイス』、『てきぱきワーキン♥ラブ』、『トランジスタにヴィーナス』、『ふわふわエレン』シリーズ（『はたらきもの』収録）、など、作者のこれまでの作品の続編、また設定を引き継いだ話が描かれている。『ふわふわエレン』は、1995年以来14年ぶりの続編となった。

## 単行本
単行本のタイトルは『よみきりものの…コオニライフ』のように、その巻に収録されている作品のタイトルのうち1つを冠しており、巻数は表記されていない。

### 1巻『よみきりものの…コオニライフ』
ISBN 4-7577-2964-2、2006年10月
- 魂の温泉
- 海底の秘密
- サトミー・オペラ
- 匠太郎とアンジェリケ 地下の黒砂糖事件
- コオニライフ
- 50年の蜃気楼

### 2巻『よみきりものの…わらいの園々』
ISBN 978-4-7577-3498-2、2007年5月
- どっちもどっちもW
- あっちでもこっちでもあうあう
- 丘の上 屋根の上
- わらいの園々
- 兇悪の光線
- はしにもまんなかにも岩

### 3巻『よみきりものの…ヒトライフ』
ISBN 978-4-7577-3851-5、2007年12月
- ヒトライフ
- 素敵にガーデニング
- ころがる郵便娘
- 指先の文字
- あかいみち
- 夢の巫女

### 4巻『よみきりものの…やわらかくて グ』
ISBN 978-4-7577-4180-5、2008年5月
- 夢みる記録
- クローゼット
- てきぱきワーキン♥ラ
- だいぶんちがうW
- やわらかくて グ
- 木馬の秘密

### 5巻『よみきりものの…北国楽園』
ISBN 978-4-7577-4498-1、2008年11月
- 流れていく
- 北国楽園
- 停滞サトミー
- かおりさまざま
- 匠太郎とアンジェリケ 甘いフルーツのかおり事件
- ウロボースの日

### 6巻『よみきりものの…たちこめるバラのかおり』
ISBN 978-4-7577-4935-1、2009年7月
- かたいふし
- やわらかいふし
- ビューティフル★サーカス★ライフ
- たちこめるバラのかおり
- 魔法使いの弟子
- みみだったりみみだったり

### 7巻『よみきりものの…魂のにぎわい』
ISBN 978-4-04-726212-6、2010年1月
- 金髪のピーナツバター
- あおいめ
- ブックスパラダイス Vol.5
- かたそうで フ
- あさっての触媒
- 魂のにぎわい